# Xavierbülbül
Der Xavierbülbül (Phyllastrephus xavieri, Syn.: Phyllastrephus icterinus xavieri; Xenocichla Xavieri) ist eine Vogelart aus der Familie der Bülbüls (Pycnonotidae).

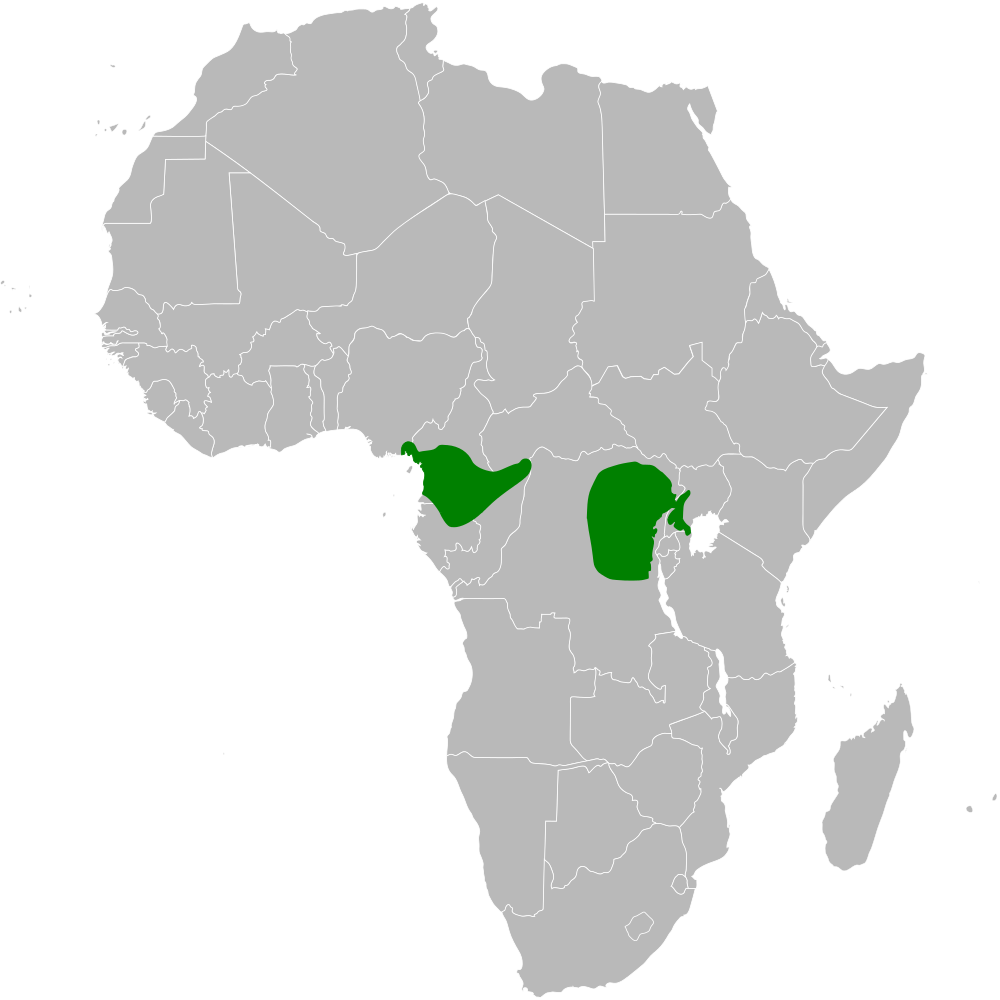
Vorkommen des Xavierbülbüls

Der Vogel kommt in Afrika vor in Kamerun, Tansania und Uganda.
Der Lebensraum umfasst Primär- und alten Sekundärwald, bewaldete Sumpfgebiete bis 900 in Kamerun, bis 1500 m Höhe in Uganda und in der Demokratischen Republik Kongo.
Der Artzusatz bezieht sich auf Xavier Louis Dybowski (1852–1919).
Dieser Vogel ist ein Standvogel.

## Merkmale
Der Vogel ist 16–18 cm groß, das Männchen wiegt 23–31, das Weibchen 16–22 g, ein ziemlich kleiner Bülbül mit charakteristischer gelber Kehle. Zügel und Ohrdecken sind blass olivgrün mit etwas gelblicher Strichelung, der gelbliche Augenring ist unauffällig, ein nur angedeuteter Überaugenstreif ist grünlich-gelb. Kopf und Oberseite sind matt olivgrün, die Oberschwanzdecken sind rotbraun, mitunter etwas grünlich, der Schwanz ist rotbraun, die großen und mittleren Flügeldecken sowie die Flugfedern sind matt olivbraun. Die Kehle ist schwefelgelb, die Flanken und Brustseiten sind blass grünlich oder gelblich-olivfarben, die Brustmitte gelb mit etwas oliv, Bauch und Unterschwanzdecken sind schwefelgelb. Die Iris ist braun oder blass grau. Der Schnabel ist schwarz oder dunkelbraun auf der Oberseite, hellgrau oder grünlich-grau unten, die Schneidkanten und die Spitze sind blass, der Schnabelwinkel ist gelb. Die Beine sind bläulich-grau, braun oder blass malvenbraun oder fleischfarben. Die Geschlechter unterscheiden sich nicht, Weibchen sind etwas kleiner. Jungvögel sind oben grüner, auf der Unterseite blasser und haben mehr Oliv an der Brust.
Die Art ist dem Zeisigbülbül (Phyllastrephus icterinus) sehr ähnlich, aber das Männchen ist größer, der Schnabel ist kräftiger und der Schwanz ist nicht so leuchtend rotbraun. Am Zuverlässigsten ist die Unterscheidung anhand der Lautäußerungen.

## Geografische Variation
Es werden folgende Unterarten anerkannt:
- P. x. serlei Chapin, 1949, – nördlich und westlich des Kamerunberges
- P. x. xavieri (Oustalet, 1892), Nominatform – Kamerun bis Westuganda und Nordwesttansania

## Stimme
Der Ruf wird als kurzes, nasales „kwah, kwah, kwah…kwahkwah“ oder langgezogenes, quäkendes „kwèèèh“ oder „kèèh“ beschrieben. Der Ruf wird oft mit dem des Zeisigbülbüls verwechselt, aber kennzeichnend ist eine lange aufgeregte Folge von tiefen nasalen „aahnk-aahnk“ oder ansteigenden „aaaahnk-a-aah“ Lauten.

## Lebensweise
Die Nahrung besteht hauptsächlich aus Gliederfüßern, aber auch aus Früchten und Pflanzensamen. Der Vogel tritt meist paarweise oder in kleinen Gruppen, regelmäßig auch in gemischten Jagdgemeinschaften auf, gern zusammen mit dem Zeisigbülbül (Phyllastrephus icterinus). Der Vogel hält sich meist in Windengewirr und in mittlerer Bewuchshöhe auf.
Die Brutzeit liegt zwischen Januar und März sowie im August in Kamerun, zwischen November und Juni in Itombwe. Der Vogel ist ortsständig. Das Nest wird in 1–2,5 m Höhe in eine Astgabel gehängt. Das Gelege besteht aus 2 Eiern.

## Gefährdungssituation
Der Bestand gilt als „nicht gefährdet“ (Least Concern).